# National Archives and Records Administration
National Archives and Records Administration (NARA) är en fristående myndighet inom den verkställande grenen av USA:s federala statsmakt som har i uppdrag att bevara och dokumentera officiella handlingar och historiska dokument samt med att öka allmänhetens tillgång till dessa handlingar, som omfattar National Archive.
Chefen för  NARA har titeln Archivist of the United States.
NARA är officiellt ansvarig för att bevara de lagligt autentiska och auktoritativa originalen av kongressens handlingar, presidentens proklamationer och exekutiva order samt federala bestämmelser. NARA administrerar även elektorskollegiet.